# Шишацкий-Иллич, Александр Васильевич
Александр Васильевич Шишацкий-Иллич (укр. Олександр Васильович Шишацький-Ілліч; 1828—1859) — украинский поэт, писатель

 и этнограф; редактор «Черниговских губернских ведомостей».

## Биография
Александр Шишацкий-Иллич родился в 1828 году в селе Красиловка. Окончил Черниговскую духовную семинарию.
Он горячо любил свою родину, её литературу и посвящал ей почти все своё время. Собирая с большим старанием все, относящееся до истории и этнографии Малороссии, он печатал эти материалы преимущественно в неофициальной части «Черниговских губернских ведомостей». Отдельным изданием он выпустил весьма полный «Сборник малороссийских пословиц и поговорок», с толкованием наиболее сложных. 
В 1856 году А. В. Шишацкий-Иллич напечатал первую книжку своих малороссийских стихотворений под заглавием «Украиньска Квiтка». Книжка эта и печатью и публикой была принята хорошо, что побудило автора в следующем году выпустить под тем же названием и вторую книгу своих стихотворений, которая также имела успех у читателей и критиков. 
Приняв на себя в 1854 году редактирование неофициальной части «Черниговских губернских ведомостей», Александр Васильевич Шишацкий-Иллич сумел сделать это издание популярным, помещая в нём интересные для подписчиков материалы по истории, этнографии и литературе Малороссии. 
Кроме вышеупомянутых изданий, Шишацкий-Иллич опубликовал в Чернигове следующие свои труды: «Местечко Олешевка» (1854 год) и «О памятниках местной народности» (1855 год).
В «Черниговских губернских ведомостях» за 1855 год опубликовал «Сказку про бога Посвистача», якобы отражающую дохристианский сюжет. Сказка была признана учёными поддельной. По предположению фольклориста А. Л. Топоркова, Шишацкий-Иллич написал её сам. Сюжет сказки никогда впоследствии не фиксировался фольклористами.
В конце 1858 года Александр Васильевич Шишацкий-Иллич заболел и 18 февраля 1859 года скончался в городе Чернигове. 